# Huang Mengying
Huang Mengying (chino simplificado: 黄梦莹, chino tradicional: 黃夢瑩) conocida como Maggie Huang, es una actriz china conocida por haber interpretado a Sujin en la serie Eternal Love y a Xiao Yu en Princess Agents.

## Biografía
Se entrenó en la Academia de Cine de Pekín (en inglés: "Beijing Film Academy").
Es muy buena amiga de las actrices Dai Si y Zhu Xudan.

## Carrera
Es miembro de la compañía "Jay Walk Studio".
En enero del 2017 se unió al elenco recurrente de la exitosa serie Eternal Love donde interpretó a una de las antagonistas: Sujin, una descendiente de la Tribu celestial que en realidad esconde su personalidad malvada, manipuladora y egoísta, está enamorada de Ye Hua aunque él nunca le hace caso por lo que odia a Bai Qian (Yang Mi) y hace todo lo que está en sus manos por alejarla de la vida de Ye Hua.
En junio del mismo año se unió al elenco recurrente de la popular serie Princess Agents donde dio vida a Xiao Yu, la Princesa Heredera de Western Liand y la hermana mayor de Xiao Ce (Deng Lun), es una mujer calculadora e inteligente y ejerce un gran poder como la jefa de la red de espías de Liang.
El 13 de julio del mismo año se unió al elenco recurrente de la serie Lost Love in Times donde interpretó a Duoxia, la Princesa de la Tribu Achai,  una guerrera valiente y heroica que ama luchar con espadas y la equitación y que secretamente está enamorada de Yuan Ling (William Chan), aunque él no siente lo mismo.
En febrero del 2019 se unió al elenco de la serie Unbeatable You donde dio vida a la bondadosa Gao Mi, una azafata que está casada con el atractivo Zou Kai (Sun Jian), un hombre proveniente de una familia acomodada.
El 13 de abril del mismo año se unió al elenco principal de la serie In Youth (también conocida como "While We’re Still Young") donde interpretó a Ji Xuanli, una experta en moda que definitivamente sabe lo que hace en cuanto al cuidado de la piel y el maquillaje y tiene un gusto impecable en la ropa, hasta el final de la serie el 3 de mayo del mismo año.
En mayo del mismo año se unió al elenco de la serie L.O.R.D. Critical World donde dio vida a Shen Yin, la Discípula de segundo grado.
El 17 de octubre del mismo año se unirá al elenco de la serie No Secrets (没有秘密的你) donde interpretó a la fiscal Gu Siyu, hasta el final de la serie en noviembre del mismo año.
El 15 de julio del 2020 se unió al elenco de la serie The Lost Tomb 3 (también conocida como "Reunion: The Sound of the Providence") donde da vida a Ya Nv, hasta ahora.

## Filmografía

### Series de televisión
| Año             | Título                    | Personaje        | Notas        |
| --------------- | ------------------------- | ---------------- | ------------ |
| 2020 - presente | Overseas Security Officer | Hai Lun          |              |
| 2020 - presente | The Lost Tomb 3           | Ya Nv            |              |
| 2019            | No Secrets                | Gu Siyu          |              |
| 2019            | L.O.R.D. Critical World   | Shen Yin         | 48 episodios |
| 2019            | In Youth                  | Ji Xuanli        | 38 episodios |
| 2019            | Unbeatable You            | Gao Mi           |              |
| 2017            | Lost Love in Times        | Princesa Duoxia  |              |
| 2017            | Princess Agents           | Princesa Xiao Yu |              |
| 2017            | Royal Sister Returns      | Xia Qingqing     | 36 episodios |
| 2017            | Night Market Life         | Ou Xiaomin       |              |
| 2017            | Eternal Love              | Sujin            | 40 episodios |
| 2017            | The Song                  | Yi Lian          |              |
| 2016            | The Legend of Du Xinwu    | An Yulan         |              |
| 2016            | Police Beauty & K9        | Nina             |              |
| 2016            | Golden Bloody Path        | Liu Jiaojiao     |              |
| 2015            | 娘家的故事4               | Su Jing'er       |              |
| 2014            | Love is Back              | Miss Ni          |              |
| 2014            | Wine Beauty               | Tan Yi'na        |              |
| 2013            | A Clear Midsummer Night   | Jingyuan         |              |

### Películas
| Año  | Título              | Personaje | Notas                                                                             |
| ---- | ------------------- | --------- | --------------------------------------------------------------------------------- |
| 2014 | Ex-Files (前任攻略) | -         | junto a Han Geng, Yao Xingtong, Wang Likun, Ban Jiajia, Zheng Kai y Lee Sang-yeob |

### Programas de variedades
| Año             | Programa                        | Notas        |
| --------------- | ------------------------------- | ------------ |
| 2020 - presente | Actor Please Take Your Place S2 | participante |
| 2019            | Happy Camp                      | invitada     |
| 2017            | Ace vs Ace                      | invitada     |

### Eventos
| Año  | Título                                         | Notas       |
| ---- | ---------------------------------------------- | ----------- |
| 2020 | 2019 Weibo Awards Ceremony                     |             |
| 2020 | Degaia 2020 F/W Runway Show                    | en Shanghái |
| 2019 | 8th China College Students Television Festival |             |

### Revistas / sesiones fotográficas
| Año  | Título            | Notas |
| ---- | ----------------- | ----- |
| 2019 | Grazia Snap       |       |
| 2019 | Mming PR          |       |
| 2019 | MoGu Street China |       |
| 2019 | OK! China         |       |

## Premios y nominaciones
| Año  | Categoría                | Premio                      | Trabajo | Resultado |
| ---- | ------------------------ | --------------------------- | ------- | --------- |
| 2018 | Media Recommended Actor  | 10th China TV Drama Award   | -       | Ganó      |
| 2017 | Best Character Portrayal | 6th iQiyi All-Star Carnival | -       | Ganó      |